# 조이 킹
조이 킹(영어: Joey King, 1999년 7월 30일 ~ )은 미국의 배우이다. 비버리 클리어리의 책 시리즈로 잘 알려진 2010년 영화 라모너 앤 비저스에서 주연인 라모너 큄비 역을 맡은 것으로 잘 알려져 있다.

## 개인사
조이 킹은 캘리포니아 주의 로스앤젤레스에서 태어났다. 조이의 언니는 헌터 킹과 켈리 킹으로, 둘다 배우이다.

## 활동
조이의 첫 광고는 인생에 대한 전국광고였다. 그때부터 그녀는 '에고'(시리얼 브랜드)와 '월마트'의 전국캠페인을 포함해 104개가 넘는 광고를 찍었다. 첫 번째로 출연한 영화는 Grace이다.
그 후 조이는 레인 오버 미, 쿼런틴, 그리고 그녀의 목소리를 빌린 애니메이션 영화 호튼 (2008) 그리고 아이스 에이지3: 공룡시대 (2009) 에 출연 해왔다. 2010년엔 고스트 위스퍼러 시리즈 중 주연을 맡기도 했다. 그녀는 또한 The Suite Life of Zack & Cody에서 '에밀리 메이슨'으로 두 애피소드에 나왔었다.
조이의 첫 영화 주연은 2010년 개봉한 라모너 앤 비저스이다. 비버리 클리어리의 책 시리즈를 각색한 영화다. '라모너 큄비'역을 맡았고 그의 언니역 '비저스 큄비'는 셀레나 고메즈가 맡았다.
그녀는 텔레비전 쇼 시리즈와 주말영화 CSI, 안투라지, 고스트 위스퍼러, 미디엄, The Suit Life 와 말콤네좀 말려줘에서 많지 않은 이름으로 나왔다. J.J. 에이브럼스가 주도한 세 견본 방송용 프로그램도 찍었다.
그녀의 첫 영화 Grace는 그녀가 6살에 찍은 것이다. 첫날은 대부분 추운 바다에서 잠긴듯이 찍었다.
조이는 아담 샌들러와 함께 레인 오버 미를 작업하기도 했다,그리고 말에 의하면 그녀는 쿼런틴의 스턴트 브리아나 역을 배우는걸 좋아했다한다. 그녀는 호튼의 노란 털보숭이 케이티역과 아이스에이지 3D의 비버역 목소리도 녹음했다.
최근에는 조이의 최근 프로젝트에 포함되는 월드 인베이젼에 시민인 크리스틴역을 맡았다. 전투속에서 용감한 해병대들이 목숨을 지켜주는 아이역이다. 그리고 비버리 클리어리책 시리즈를 기반으로한 라모너 앤 비저스에선 항상 장난기를 부리는 류의 아이 또는 전적으로 그녀의 언니(셀레나 고메즈가 맡은)를 곤란하게 만들며 힘겹게 살아가는 라모너 큄비로 나온다. 그녀는 또한 주연인 그녀의 친구 케샤가 래핑한 Anyting At All이라 불리는 영화에서 단일하게 나왔다.
2011년엔 테일러 스위프트의 "Mean"이라는 뮤직비디오에 학교 카페테리아 속 또래에게 거부당하는 어린 학생으로 나온다.
2011년 5월에는 메거진Variety에 의해 조이가 크리스토퍼 놀런의 2012년 영화 다크나이트 라이즈에 한 역을 맡았다는 소식을 전했다. 2012년 1월에는 그녀는 My Entertainment world 매거진에게 그녀의 역할이 '어린 탈리아 알 굴'이라 밝혔다. 2013년에는 매켄지 포이와 함께 워랜 파일을 피처링 할 것이다.

## 출연작 목록

### 영화
| 연도 | 제목                      | 원제                           | 배역              | 비고                 |
| ---- | ------------------------- | ------------------------------ | ----------------- | -------------------- |
| 2007 | 어벤징 엔젤               | Avenging Angel                 | 어밀리아          | TV 영화              |
| 2007 | 마당과 총알               | Backyards & Bullets            | 주니 개리슨       | TV 영화              |
| 2007 | 레인 오버 미              | Reign Over Me                  | 지나 파인먼       | 크레딧 미기재        |
| 2008 | 호튼                      | Horton Hears a Who!            | 케이티            |                      |
| 2008 | 쿼런틴                    | Quarantine                     | 브리아나          |                      |
| 2009 | 아이스 에이지 3: 공룡시대 | Ice Age: Dawn of the Dinosaurs | 비버 소녀         |                      |
| 2009 | 희망의 힘                 | Anatomy of Hope                | 루시 모건         | TV 영화              |
| 2010 | 라모너 앤 비저스          | Ramona and Beezus              | 라모너 큄비       |                      |
| 2010 | 엘리베이터 걸             | Elevator Girl                  | 페이지            | TV 영화              |
| 2011 | 월드 인베이젼             | Battle: Los Angeles            | 키어스틴          |                      |
| 2011 | 크레이지, 스투피드, 러브  | Crazy, Stupid, Love            | 몰리 위버         |                      |
| 2012 | 다크 나이트 라이즈        | The Dark Knight Rises          | 탈리아 알굴       | 마리옹 코티야르 아역 |
| 2013 | 컨저링                    | The Conjuring                  | 크리스틴 페런     |                      |
| 2013 | 페어런트 트레이닝         | Family Weekend                 | 루신다 스미스던지 |                      |
| 2013 | 오즈 그레이트 앤드 파워풀 | Oz the Great and Powerful      | 중국 소녀         |                      |
| 2013 | 화이트 하우스 다운        | White House Down               | 에밀리 케일       |                      |
| 2014 | 박스카 칠드런             | The Boxcar Children            | 제시              | 애니메이션           |
| 2014 | 더 사운드 앤 더 퓨리      | The Sound and the Fury         | 퀜틴 양           |                      |
| 2014 | 위시 아이 워즈 히어       | Wish I Was Here                | 그레이스 블룸     |                      |
| 2014 | 무법 예언자: 워런 제프스  | Outlaw Prophet: Warren Jeffs   | 엘리사 월         | TV 영화              |
| 2015 | 보레알리스                | Borealis                       | 오로라            |                      |
| 2015 | 스톤월                    | Stonewall                      | 피비 윈터스       |                      |
| 2016 | 인디펜던스 데이: 리써전스 | Independence Day: Resurgence   | 샘 블랙웰         |                      |
| 2017 | 고잉 인 스타일            | Going in Style                 | 브루클린          |                      |
| 2017 | 연합 왕국                 | Smartass                       | 프레디            |                      |
| 2017 | 위시 어폰                 | Wish Upon                      | 클레어 섀넌       |                      |
| 2018 | 키싱 부스                 | The Kissing Booth              | 엘 에번스         |                      |
| 2018 | 더 라이                   | The Lie                        | 케일라            |                      |
| 2018 | 라듐 걸스                 | Radium Girls                   | 베시              |                      |
| 2018 | 슬렌더맨                  | Slender Man                    | 렌                |                      |
| 2018 | 판타스틱 썸머             | Summer '03                     | 제이미            |                      |
| 2019 | 제로빌                    | Zeroville                      | 자지              |                      |
| 2020 | 키싱 부스 2               | The Kissing Booth 2            | 엘 에번스         |                      |
| 2021 | 키싱 부스 3               | The Kissing Booth 3            | 엘 에번스         |                      |
| 2022 | 프린세스                  | The Princess                   | 공주              |                      |
| 2022 | 불릿 트레인               | Bullet Train                   | 프린스            |                      |
| 2024 | 가족이라서 문제입니다     | A Family Affair                | 자라              |                      |
| 2024 | 슈퍼배드 4                | Despicable Me 4                | 포피 프레스콧     | 애니메이션           |
| 2024 | 어글리                    | Uglies                         | 톨리 영블러드     |                      |
| 2026 | 프랙티컬 매직 2           | Practical Magic 2              | 카일리 오웬스     |                      |

### 텔레비전 드라마
| 연도    | 제목                              | 원제                           | 배역                 | 비고                               |
| ------- | --------------------------------- | ------------------------------ | -------------------- | ---------------------------------- |
| 2006    | 말콤네 좀 말려줘                  | Malcolm in the Middle          | 파티 손님            | "Mono" 에피소드 출연               |
| 2006    | 잭과 코디, 우리집은 호텔 스위트룸 | The Suite Life of Zack & Cody  | 에밀리 메이슨        | 2회분 출연                         |
| 2006-07 | 제리코                            | Jericho                        | 샐리                 | 3회분 출연                         |
| 2007    | 안투라지                          | Entourage                      | 척 리델의 딸         | "Gotcha!" 에피소드 출연            |
| 2007-08 | CSI: 과학수사대                   | CSI: Crime Scene Investigation | 노라 로              | 2회분 출연                         |
| 2008    | 고스트 & 크라임                   | Medium                         | 켈리 매켄지(8세)     | "Drowned World" 에피소드 출연      |
| 2010    | 고스트 위스퍼러                   | Ghost Whisperer                | 캐시디               | 2회분 출연                         |
| 2011    | 벤트                              | Bent                           | 찰리 마이어스        | 주연                               |
| 2012    | 뉴 걸                             | New Girl                       | 브리애나             | "Bully" 에피소드 출연              |
| 2013-14 | 헌팅 아워                         | The Haunting Hour: The Series  | 칼라, 미시 조던      |                                    |
| 2014–15 | 파고                              | Fargo                          | 그레타 그림리        | 9회분 출연                         |
| 2016    | 플래시                            | The Flash                      | 프랭키 케인 / 마젠타 | 시즌3 〈마젠타〉편 출연            |
| 2016    | 트윈 페스트                       | Tween Fest                     | 매디슨 크로퍼드      | 주연                               |
| 2019    | 디 액트                           | The Act                        | 집시 블랜처드        | 주연                               |
| 2019    | 라이프 인 피시즈                  | Life in Pieces                 | 모건                 | 3회분 출연                         |
| 2020    | 프린세스 브라이드                 | Home Movie: The Princess Bride | 손녀                 | "Ultimate Suffering" 에피소드 출연 |

### 텔레비전 애니메이션
| 연도 | 제목           | 원제          | 배역                   | 비고                                               |
| ---- | -------------- | ------------- | ---------------------- | -------------------------------------------------- |
| 2014 | 아메리칸 대드! | American Dad! | 단역                   | "Familyland" 에피소드 출연                         |
| 2016 | 로봇 치킨      | Robot Chicken | 폴리 포켓 / 드라큘로라 | "Yogurt in a Bag" 에피소드 출연                    |
| 2019 | 심슨 가족      | The Simpsons  | 애디                   | 시즌31 "The Hateful Eight-Year-Olds" 에피소드 출연 |

## 수상과 후보
| 수상          | 연도 | 분류                                                                 | 결과 | 연기                           |
| ------------- | ---- | -------------------------------------------------------------------- | ---- | ------------------------------ |
| 젊은 예술가상 | 2009 | TV시리즈에서의 훌륭한 연기 - 자리를 빛낸 젊은 여배우                 | 후보 | CSI: Crime Scene Investigation |
| 젊은 예술가상 | 2009 | 목소리에서의 훌륭한 연기-역할 이상 - 젊은 여배우                     | 후보 | Horton Hears a Who!            |
| 젊은 예술가상 | 2010 | 목소리에서의 훌륭한 연기-역할 이상 - 젊은 여배우                     | 후보 | Ice Age: Dawn of the Dinosaurs |
| 젊은 예술가상 | 2010 | TV시리즈에서의 훌륭한 연기 (코미디 또는 드라마) - 조연인 젊은 여배우 | 후보 | Anatomy of Hope                |
| 젊은 예술가상 | 2011 | 장편 특장 영화에서의 훌륭한 연기 - 10살 이하의 선두에 선 젊은 여배우 | 수상 | Ramona and Beezus              |
| 젊은 예술가상 | 2011 | TV시리즈에서의 훌륭한 연기 - 10살 이하의 자리를 빛낸 젊은 여배우     | 후보 | Ghost Whisperer                |